# エルンスト・フォン・アイゼナッハ
エルンスト・フォン・アイゼナッハ（Ernst von Eisenach）は、田中芳樹のSF小説（スペース・オペラ）『銀河英雄伝説』の登場人物。銀河帝国側の主要人物。 
作中での呼称は「アイゼナッハ」。

## 概要
ローエングラム陣営の主要提督で、後の「獅子の泉の七元帥」の一人。旗艦は「ヴィーザル」。非常に無口であることから「沈黙提督」の異名を持つ。派手さはないが、ケレン味のない手堅い用兵を得意とし、高度な任務も淡々と確実に行うため、諸将から信頼される。あまりにも無口であるため、それ自体を半ばコメディ的なネタにされることも多い。
本編での初登場は第8次イゼルローン攻防戦におけるワープ実験に立ち会ったラインハルトの幕僚として（第3巻）。OVA版ではリップシュタット戦役の直後にレンネンカンプと共に元帥府に登用されたシーンが追加され、これが最初の登場である。時系列上の初登場はヘルクスハイマー伯爵の亡命阻止任務（アニメ外伝『奪還者』）。物語への本格登場は遅く、その役柄も基本的に地味であるが、上記の通り、異常に無口であることを特徴としたエピソードがしばしば挿入される。

## 略歴
時系列上の初登場は、OVA外伝「奪還者」第4話で描かれた、帝国暦484年1月の出来事。本人は映像では登場しないが「複数の同盟の艦から追撃されるラインハルトの艦に対して足の遅い補給艦で全速で航行しながら補給物資を放出、艦の外壁でクルーがそれを受け取る」という、地味だが絶妙な離れ業的作戦を行い、ラインハルトの知遇を得る。なお、この時ラインハルトの艦で副長を務めていたワーレン少佐は、補給艦の艦長がアイゼナッハ少佐で、「沈黙艦長」の異名を奉られている事をラインハルトに説明している。リップシュタット戦役後、レンネンカンプらと同時期に元帥府に登用されて提督の列に加わった。以降は、地味だが重要な役を何度も果たし、物語終了まで生き残った。

## 能力
ラインハルトがアイゼナッハを元帥府に登用すると決めた時、ラインハルトの人事にしばしば異を唱えるオーベルシュタインが、この人事は全面的に賛成したという逸話が残されている。
堅実な艦隊指揮を信条とし、作戦行動でも、見栄えより確実な戦果を優先して行動する。リップシュタット戦役までは主に敵の後方撹乱・敵の増援部隊阻止・陽動作戦・上陸支援といった地味ながら重要な任務を黙々とこなし、一度も失敗が無かった。ラグナロック作戦では、ロイエンタール率いるイゼルローン要塞攻撃部隊の後詰めを担当。第二次ラグナロック作戦では侵攻部隊の中盤を担当。作戦中のマル・アデッタ会戦では右翼から後方に回り込んで同盟軍をかく乱した。シヴァ星域の戦いではビッテンフェルト艦隊のサポートとして遠距離攻撃でイゼルローン軍の戦力を削ぐ事に専念している。ある程度の裁量を与えられた時は、必ず広角的な視野を以って行動を起こしており、後退しつつ敵の攻勢を誘い、逆撃を加える戦法を好む。
以上のように主にサポートに特化している反面、艦隊同士の正面対決はやや不慣れな様子で、回廊の戦いではヤン艦隊本隊とアッテンボロー分艦隊を側面攻撃から分断しようとしたが逆に挟み撃ちに遭ってかなりの損害を被っており、さらにマリノ分艦隊による突撃で旗艦にまで迫られかけて護衛を失いつつ辛うじて撤退を余儀なくされている。
指揮に際しても口頭によらず手振りや指を鳴らして指示を出す事がしばしばであり、副官（グリース）が、その意図を読み取って具体的な号令を出す。

## 人柄
異名の通り寡黙な人柄であり、それゆえ周囲からは気難しい性格だと思われている。第2次ラグナロック作戦を実施中のエピソードとして、提督が指を1回鳴らしたらコーヒーを、2回鳴らしたらウイスキーを4分以内に出す様に指示された従卒の幼年学校生が、極度の緊張から取り違えて、ウイスキーを1杯出すべきところでコーヒーを2杯持ってきたところ、彼は恐る恐る差し出されたコーヒーを黙って2杯とも飲み、しばらくの間禁酒を余儀なくされたという。従卒の事を思いやる温かみのある性格か、あるいは従卒にすら叱責できないほど喋るのが苦手なのか、少なくとも気難しさとは対極的な性格であったようだ。この他にも彼が喋ったケースの逸話や、口論して激昂するビッテンフェルトとワーレンに鉱水を浴びせるなど、謹厳なキャラクターに反するエピソードが多々存在する。

## 家族
ローエングラム王朝成立後の帝国軍主要提督の中では唯一の妻子持ち。いかにして妻を口説いたのかは同僚の間でも大きな謎とされている。これに関しては田中芳樹曰く「奥さんの方からアイゼナッハを口説いたんです」「アイゼナッハに婚姻届けにサインさせた」と明かしている。また、ミッターマイヤーは自身が養子を持った際、アイゼナッハ家のにぎやかな様子を想像できないと、つぶやいている。

## 声優
アニメにおいて声を担当した声優は津嘉山正種。OVA版本伝でのセリフも第4期終盤、106話の「チェックメイト」のただ一言である。